# Dollfusentis longispinus
Dollfusentis longispinus is een soort in de taxonomische indeling van de Acanthocephala (haakwormen). De worm wordt meestal 1 tot 2 cm lang. Ze komen algemeen voor in het maag-darmstelsel van ongewervelden, vissen, amfibieën, vogels en zoogdieren.
De haakworm komt uit het geslacht Dollfusentis en behoort tot de familie Illiosentidae. Dollfusentis longispinus werd in 1969 beschreven door Golvan.